# 比爾·賽克斯
比爾·賽克斯（英語：Bill Sikes）是一名登場於英國小說《孤雛淚》的虛構人物，為該小說中的主要反派，猶太老頭費金犯罪團體成員之一，是一個惡毒的強盜和兇手。該角也是作家查爾斯·狄更斯筆下最卑鄙的惡棍角色之一。

## 人物生平
比爾·賽克斯初登場於《孤雛淚》的第十三章，年約35歲、身材壯碩，有著陰沉的眼睛。其性格十分粗暴與野蠻，時常酗酒，不時打罵虐待他所飼養的白色長毛狗「紅心」。
在奧利弗·崔斯特被好心的富人布朗羅先生收養之後，比爾·賽克斯與其情婦南茜共同設法將奧利弗劫回費金的據點內。而後，賽克斯與其同夥托比·克拉基特帶著奧利弗去試圖潛入梅里老夫人的大宅中行竊，卻被人察覺，賽克斯丟下中槍的奧利弗後獨自逃脫。過後賽克斯生了重病並發高燒，南茜照顧著他，她長久以來都一直忍受著賽克斯的暴力行為。但當賽克斯發現南茜的告密行為後，便殘忍地將她殺害。
在犯下罪行後，賽克斯開始逃亡。當他在倫敦被人發現時，一大批激動的群眾爭著要追捕他，賽克斯出現了幻覺，失手被繩子給吊死。

## 改編
在1948年電影《孤雛淚》中，賽克斯由勞勃·紐頓飾演。
在1968年歌舞片《孤雛淚》中由奧利弗·里德飾演。
在1988年迪士尼動畫《奧麗華歷險記》中由勞勃·勞吉亞配音。該作中的賽克斯是一個高利貸者，養了兩隻杜賓犬。
在羅曼·波蘭斯基執導的2005年電影《孤雛淚》，由傑米·福爾曼飾演。該片中賽克斯在殺害南茜後，前去找費金向他索要財寶，而那隻狗「紅心」刻意將警察和人群引到賽克斯的藏身之處，賽克斯挾持著奧利弗逃跑，途中因被「紅心」的叫聲給分了心，而失手被繩子吊死。